# ريهوبوث

ريهوبوث هي بلدة تقع في وسط ناميبيا شمال مدار الجدي وتبعد حوالي 90 كم جنوب العاصمة ويندهوك.